# Stor-Hagalund
Stor-Hagalund (finska: Suur-Tapiola) är ett storområde i Esbo stad. Esbo stad är indelat i sju storområden och storområdesindelningen används av stadens administration. Stadsdelar i Stor-Hagalund är Gäddvik, Bredvik, Mankans, Ängskulla, Otnäs, Norra Hagalund, Hagalund och Westend.